# Apuesta (EP)
Apuesta es un EP de la banda argentina Cirse, lanzado en noviembre de 2012 de forma independiente. Las canciones— exceptuando la versión acústica de «Apuesta»— se encuentran también en el álbum Rompiente.
La banda lanzó los videos musicales de «Apuesta» y «Por Tu Bien», el 6 de noviembre de 2012 y 15 de enero de 2013, respectivamente.

## Lista de canciones
| N.º   | Título                       | Duración |  |
| 1.    | «Apuesta»                    | 3:28     |  |
| 2.    | «Por Tu Bien»                | 3:44     |  |
| 3.    | «Apuesta» (versión acústica) | 3:42     |  |
| 10:54 |                              |          |  |